# GJ 1005
GJ 1005 är en dubbelstjärna belägen i den mellersta delen av stjärnbilden Valfisken. Den har en kombinerad skenbar magnitud av ca 11,483 och kräver ett teleskop för att kunna observeras. Baserat på uppmätt parallax på ca 166,6 mas beräknas den befinna sig på ett avstånd av ca  19,6 ljusår (ca  6,0 parsec) från solen. Den rör sig närmare solen med en heliocentrisk radialhastighet av ca -26,4 km/s.

## Observation
Systemet observerades med Hubble Space Telescope på 1990-talet med dess Fine Guidance Sensor. Dessa data hjälpte till att bestämma massan av var och en av komponenterna i L722-22/ LHS 1047 / GJ 1005.

## Egenskaper
Primärstjärnan GJ 1005 A är en röd dvärgstjärna i huvudserien av spektralklass M3.5 V Den har en massa av ca 0,18 solmassa och en effektiv temperatur av ca 3&nbs300 K. Följeslagaren GJ 1005 B är också en röd dvärgstjärna i huvudserien av spektralklass M7 V och har en massa av ca 0,11 solmassa.